# Халже
Халже (на чешки: Halže; на немски: Hals – Халс) е село в Пилзенски край, Чехия.

## Община Халже
Общината се дели на следните четири места:
- Бранка (Branka)
- Свободка (Svobodka)
- Хорни Вишина (Horní Výšina)
- Халже (Halže)

Пощенски код: 348 16